# Slovenska protestantska književnost
Slovensko protestantsko književnost so ustvarili slovenski protestantski pisci, ki so delovali v času Primoža Trubarja na Slovenskem, kasneje pa tudi na Nemškem. Protestantski pisci so ustvarili 56 knjig. In sicer katekizme, abecednike, pesmarice, postila in različne dele Stare zaveze in Nove zaveze. Značilni zanje so daljši ali krajši predgovori k verskim besedilom, v katerih so njihov pomen razlagali preprosto, da bi jih ljudje lažje razumeli. Med temi knjigami sta tudi kulturna vrhovna mejnika v razvoju slovenskega knjižnega jezika. To sta celotna Biblija v prevodu Jurija Dalmatina in latinsko pisana slovnica slovenskega jezika Arcticae horulae succisivae (Zimske urice proste), ki jo je napisal Adam Bohorič. Obe sta za slovenski jezik zelo pomembni, deli sta izšli leta 1584.
Ob koncu 16. stoletja je tudi na Ogrskem ogrskoslovensko književnost izoblikovala Evangeličanska cerkev. Napisali so staro martjansko pesmarico, pisano v svojem jeziku. Leta 1715 je Franc Temlin v prekmurščini izdal prvo tiskano knjigo Mali katechismus. Kmalu zatem je Štefan Küzmič v prekmurščino prevedel tudi celotno Novo zavezo. 